# In the Woods...
Gli In The Woods... sono una band progressive metal formata a Kristiansand in Norvegia.

## Storia del gruppo
Quando il bassista Tchort lasciò la band Green Carnation da lui stesso fondata, per passare agli Emperor, i membri rimanenti concepiscono il nuovo progetto musicale In the Woods.... 
Nel 1993 viene pubblicato il demo "The Isle of Men", e due anni dopo esce il primo album, Heart of the Ages, per l'etichetta britannica Misanthropy Records.
Sebbene il complesso, all'inizio della carriera, prendesse chiaramente spunto dal genere black metal, era già evidente come il loro suono andasse oltre allo stile black, grazie a sperimentazioni di vario tipo, e a contaminazioni con altri generi musicali, in primis il progressive rock.
Nel 1997 pubblicano il secondo album Omnio che è considerato dai più il migliore album della band, ed è caratterizzato da un sound ancora più sperimentale: i richiami al progressive si fanno palesi (la title track è una lunga suite di 25 minuti), le influenze black si affievoliscono, e il risultato finale è un piccolo gioiello dimenticato del panorama metal sperimentale norvegese.
Il terzo album Strange in Stereo uscito nel 1998, si allontana ancora di più dalle influenze che inizialmente avevano avuto un ruolo centrale nella musica degli In The Woods...
Nel 1999 gli In the Woods... pubblicano il loro ultimo album Three times seven on a Pilgrimage, una compilation con i B-side dei singoli usciti in precedenza, alcune reinterpretazioni di Pink Floyd, Jefferson Airplane e King Crimson, e alcuni loro brani riarrangiati (compresa la nuova versione di Child of Universal tongue). 
Nel frattempo la formazione subisce diversi cambiamenti, comprendendo X. Botteri, Jan Transit, C:M. Botteri e A. Kobro.
Dopo la pubblicazione di Three Times Seven on a Pilgrimage, vengono tenuti dei concerti nella loro città di origine, Kristiansand, con la collaborazione degli ex componenti del complesso. 
Alcuni estratti dei concerti sono stati raccolti in Live at the caledonien hall uscito nel 2003, l'ultima pubblicazione ufficiale della band. 
Alcuni componenti hanno continuato a suonare nei Green Carnation, altri in progetti indipendenti fondando la Karmakosmetix Records, creata per supportare le nuove band sperimentali dell'area di Kristiansand.
Recentemente la band si è riformata ed ha iniziato la stesura del loro nuovo album, successivamente pubblicato il 16 settembre 2016 con il titolo Pure.
Nel 2018 pubblicano il loro quinto album in studio, Cease the Day, per la label Debemur Morti Productions.

## Formazione

### Ultima
- Christopher "C:M." Botteri - basso
- Christian "X" Botteri - chitarra
- Anders Kobro - batteria
- James Fogarty - voce

### Ex componenti
- Bjørn Harstad - chitarra (1996-2000)
- Oddvar Moi - chitarra (1992-2000)
- Jan Kenneth Transeth - voce (1991-2000)
- Bjørn Harstad - chitarra (1996-2000)
- Synne "Soprana" Larsen - voce (1996-2000)
- Christer-André Cederberg - chitarra (1998-2000)

## Discografia
- 1993 - Isle of Men (demo)
- 1995 - Heart of the Ages
- 1997 - Omnio
- 1999 - Strange in Stereo
- 2000 - Three Times Seven on a Pilgrimage
- 2003 - Live at the Caledonien Hall
- 2016 - Pure
- 2018 - Cease the Day
- 2022 - Diversum